# Lợn Đại Bạch
Lợn Đại Bạch hay còn gọi là Lợn Bắc Siberia (chữ Nga: Cибиpcкaя ceвepнaя, Sibirskaya severnaya) là một giống lợn của Nga có nguồn gốc từ tỉnh Novosibirsk. Đây là một giống lợn đa dụng từ Nga. Là con lai giữa lợn Siberia tai ngắn với lợn đực thuộc giống lợn Yorkshire được lai tạo để có lớp mỡ dày để tăng độ chống chịu trong điều kiện khắc nghiệt.